# Trichocosmia
Trichocosmia là một chi bướm đêm thuộc họ Noctuidae.

## Các loài
- Trichocosmia drasteroides (Smith, 1903)
- Trichocosmia inornata Grote, 1883